# بیگانه‌ای در دهکده (فیلم)
بیگانه‌ای در دهکده (انگلیسی: The Mysterious Stranger) یک فیلم است که در سال ۱۹۲۱ منتشر شد. از بازیگران آن می‌توان به اولیور هاردی و جیمی اوبری اشاره کرد.